# Список людей, які загинули під час сходження на Макалу

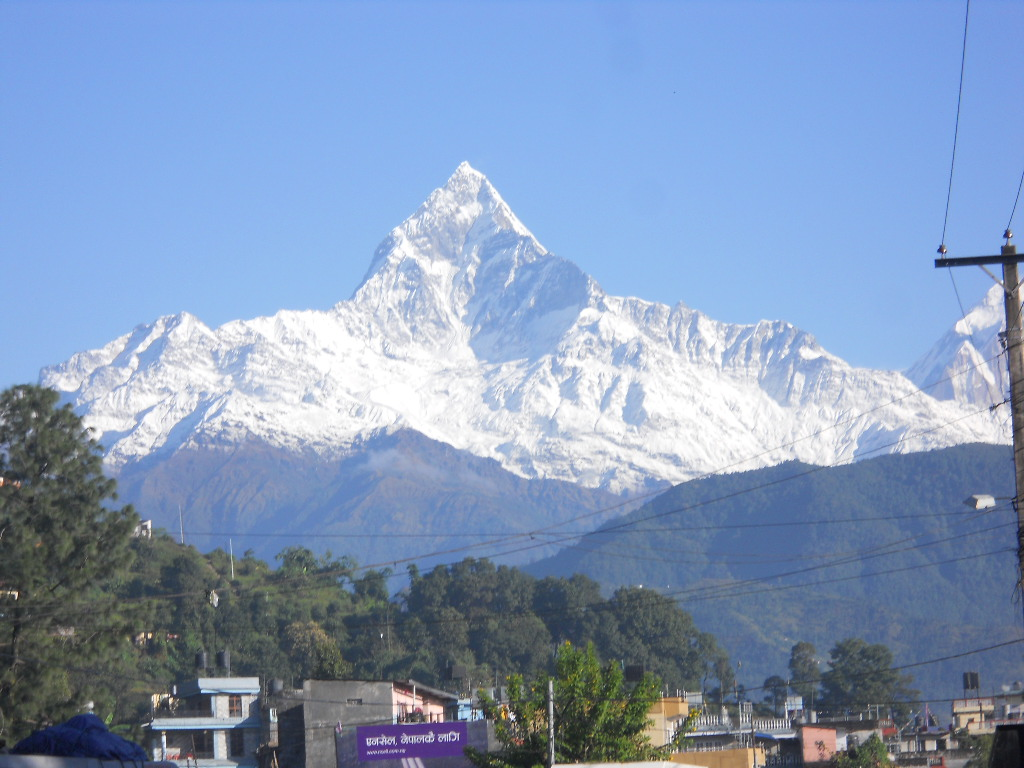
Гора Макалу

Список людей, які загинули на Макалу — список альпіністів, які загинули під час сходження на восьмитисячник Макалу, чи спуску з нього. Станом на березень 2012 року на Макалу було здійснено 361 успішне сходження, на які припадає 31 трагічний випадок (8,6 %), з яких 18 — на підйомі та 13 на спуску.

## Загальна характеристика гори
Макалу (непальська: मकालु; кит.: 马卡鲁山)) — п'ята за висотою вершина світу (8462 м,, за іншими даними — 8485 м), розташована за 22 км на південний схід від Джомолунгми на кордоні Китаю і Непалу. Форма гори нагадує чотирикутну піраміду з гострими гранями.
Назва вершини найімовірніше походить від санскр. Маха-Кала, що перекладається як «Велика Чорна». Також вживається назва Кумба карна, що означає «гігант».

## Список загиблих

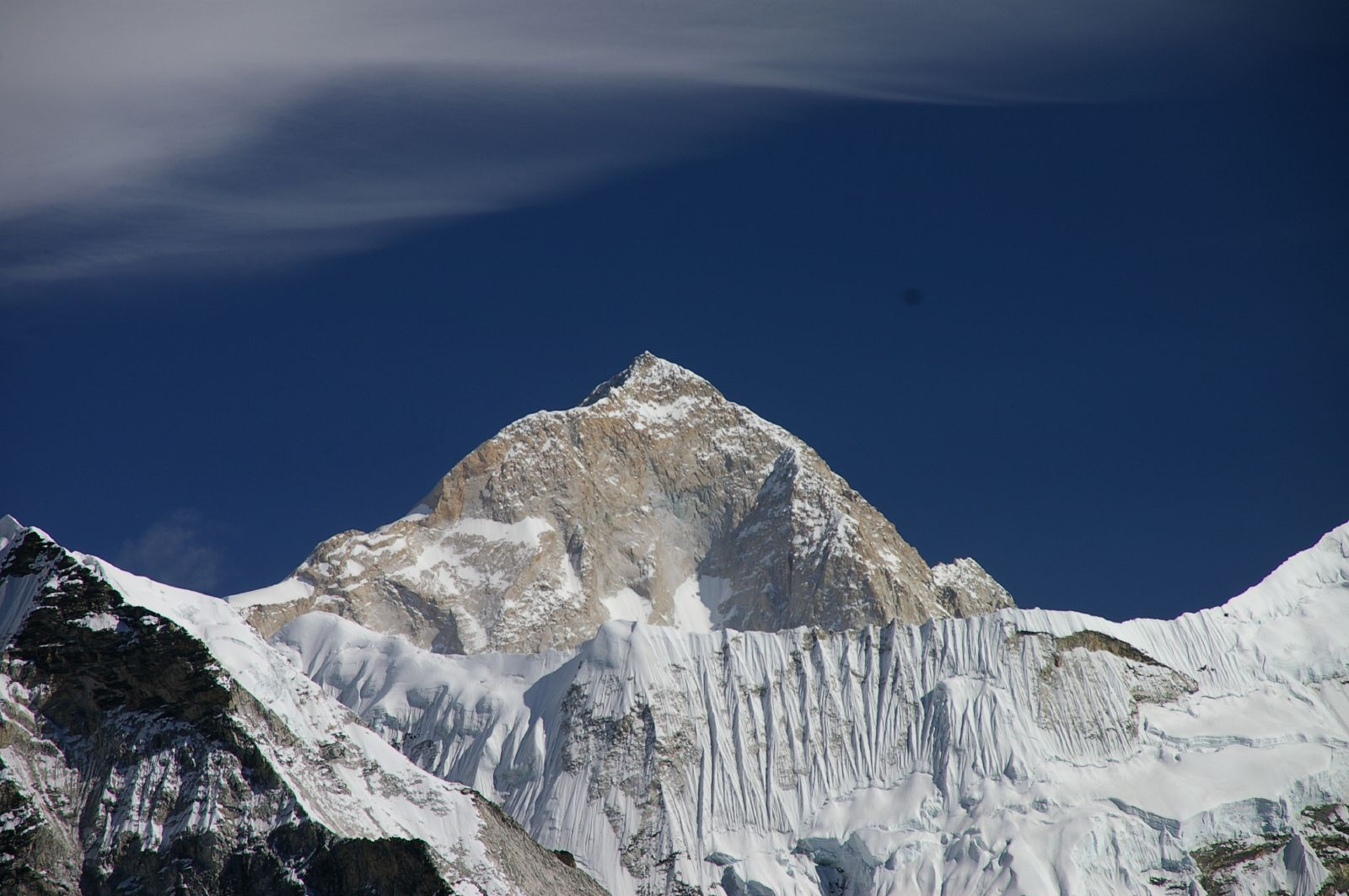
Вид на Макалу з південного заходу

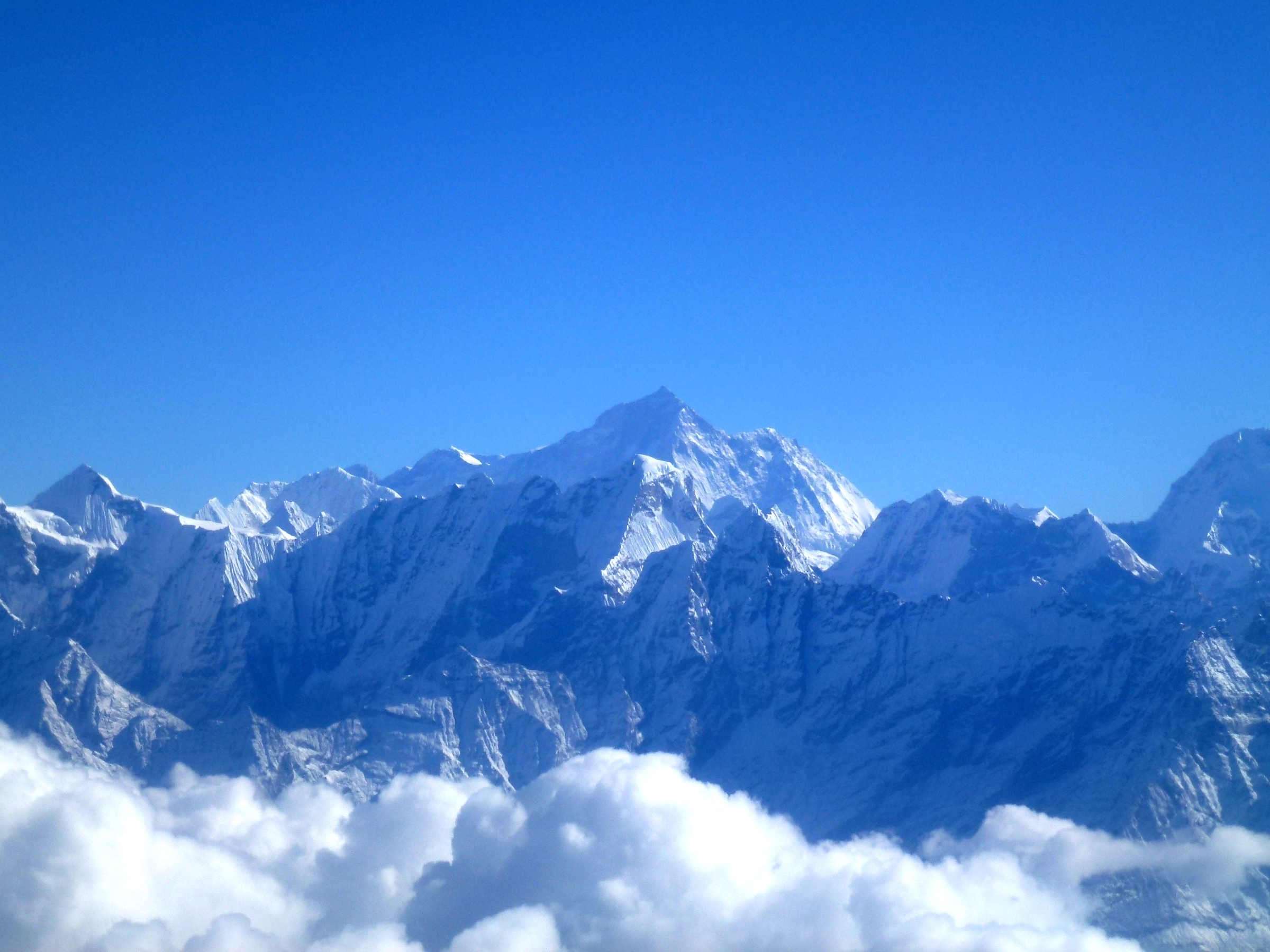
Макалу з літака

Макалу 3D

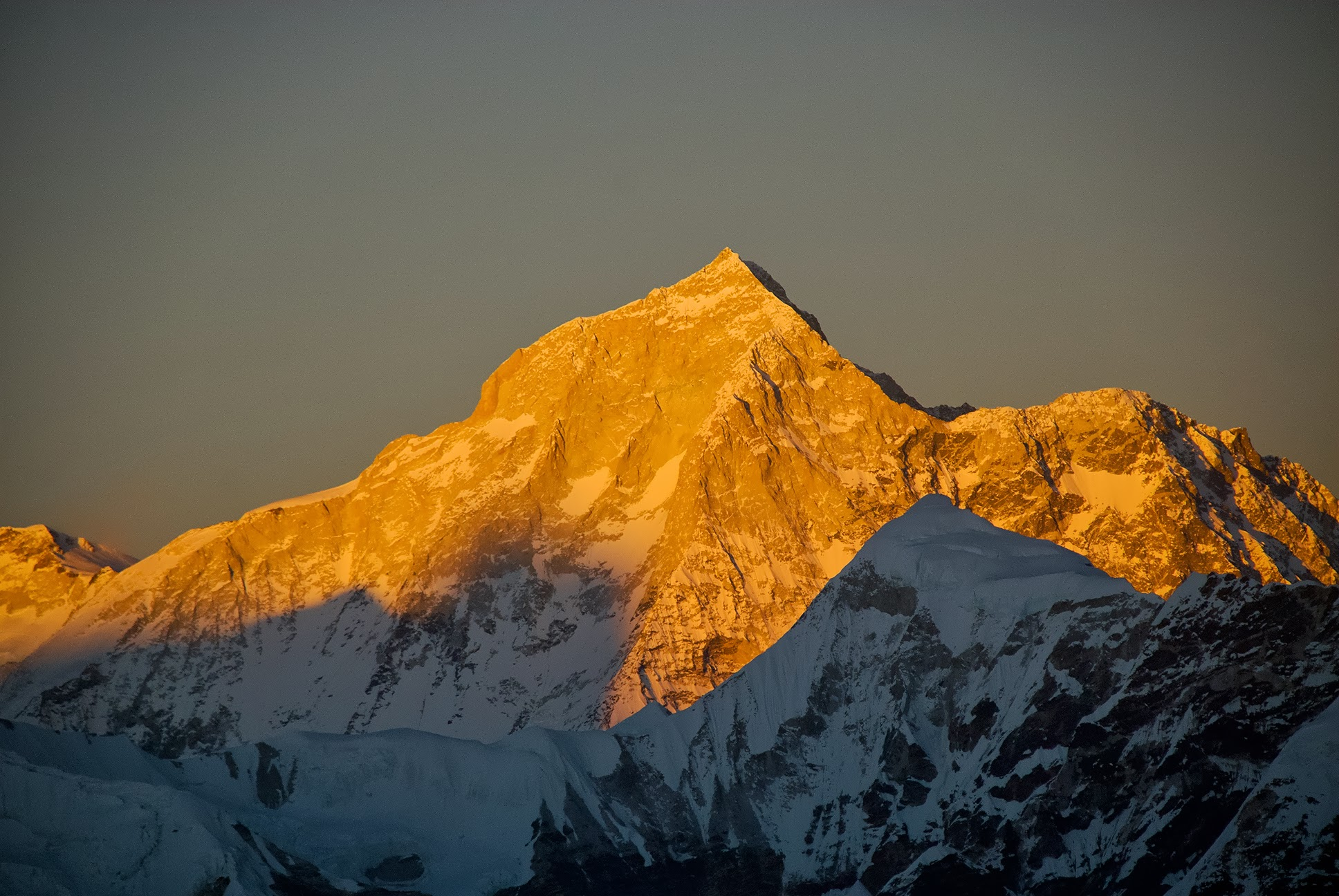
Макалу при заході сонця

| № за/п. | Дата            | Прізвище                       | Національність | Причина смерті                      | Посилання     |
| ------- | --------------- | ------------------------------ | -------------- | ----------------------------------- | ------------- |
| 35      | 11 травня 2016  | Лакпа Шерпа                    | Непал          | Ймовірно, через нестачу кисню       | [ 4 ]         |
| 34      | 11 травня 2016  | Дава Тен'ї Шерпа               | Непал          | Ймовірно, через нестачу кисню       | [ 4 ]         |
| 33      | 2 травня 2014   | Yannick Gagneret               | Франція        | Високогірний набряк головного мозку | [ 5 ]         |
| 32      | 24 квітня 2013  | Liu Xiang-Yang                 | КНР            | Зрив на спуску з вершини            | [ 6 ]         |
| 31      | 22 травня 2011  | Joëlle Brupbacher              | Швейцарія      | Висотна хвороба                     | [ 7 ] [ 8 ]   |
| 30      | 30 травня 2010  | Zaharias (Haris) Kiriakakis    | Греція         | Згинув                              | [ 9 ]         |
| 29      | 24 травня 2009  | Sangat Ram Thakur              | Індія          | Захворювання                        | [ 10 ]        |
| 28      | 20 травня 2008  | Nil Prasad Gurung              | Непал          | Висотна хвороба (?)                 | [ 10 ]        |
| 27      | 24 квітня 2008  | Drabey Bahadur Rajan Mongar    | Непал          | Падіння                             | [ 10 ]        |
| 26      | 27 січня 2006   | Jean-Christophe Lafaille       | Франція        | Падіння в тріщину                   | [ 10 ]        |
| 25      | 15 травня 2005  | Sumba Sherpa                   | Непал          | Висотна хвороба                     | [ 10 ]        |
| 24      | 18 травня 2004  | Jay Sieger                     | США            | Падіння                             | [ 10 ] [ 11 ] |
| 23      | 17 травня 2004  | Владислав Терзиул              | Україна        | Зрив на спуску                      | [ 10 ]        |
| 22      | 25 квітня 2002  | Raymond Caughron               | США            | можливо, виснаження                 | [ 10 ] [ 12 ] |
| 21      | 14 травня 2001  | Eric Resch                     | Австралія      | Згинув                              | [ 10 ]        |
| 20      | 16 травня 2000  | Bernd Mehnert                  | Німеччина      | можливо, легенева емболія           | [ 10 ]        |
| 19      | 11 жовтня 1999  | Sange Sherpa                   | Непал          | Лавина                              | [ 10 ]        |
| 18      | 30 квітня 1999  | Michael Knakkergaard-Jørgensen | Данія          | Зрив                                | [ 10 ]        |
| 17      | 13 жовтня 1997  | Per Lyhne                      | Данія          | Захворювання                        | [ 10 ]        |
| 16      | 24 травня 1997  | Ігор Бугачевський              | Росія          | Каменепад                           | [ 10 ]        |
| 15      | 21 травня 1997  | Салават Хабібулін              | Росія          | Виснаження                          | [ 10 ]        |
| 14      | 14 травня 1996  | Анатолій Шлехт                 | Росія          | Зрив                                | [ 10 ] [ 13 ] |
| 13      | 8 травня 1995   | David Hume                     | Австралія      | Падіння                             | [ 10 ]        |
| 12      | 8 жовтня 1991   | Takumi Ishizaka                | Японія         | Виснаження                          | [ 10 ]        |
| 11      | 2 жовтня 1991   | Manuel (Manu) Badiola          | Іспанія        | Падіння                             | [ 10 ]        |
| 10      | 5 жовтня 1988   | Ryszard Kołakowski             | Польща         | Виснаження                          | [ 10 ]        |
| 9       | 25 вересня 1986 | Marcel Rüedi                   | Швейцарія      | Виснаження                          | [ 10 ]        |
| 8       | 13 вересня 1984 | Ram Bahadur Shresta            | Непал          | Високогірний набряк легенів         | [ 10 ]        |
| 7       | 15 жовтня 1983  | Mark Moorhead                  | Австралія      | Падіння                             | [ 10 ]        |
| 6       | 3 жовтня 1983   | William Denz                   | Нова Зеландія  | Лавина                              | [ 10 ]        |
| 5       | 26 вересня 1982 | Tadeusz Szulc                  | Польща         | Захворювання                        | [ 10 ]        |
| 4       | 6 жовтня 1978   | Andrzej Młynarczyk             | Польща         | Лавина                              | [ 10 ]        |
| 3       | 25 травня 1976  | Karel Schubert                 | Чехословаччина | Переохолодження, виснаження         | [ 10 ]        |
| 2       | 26 травня 1973  | Jan Kounický                   | Чехословаччина | Падіння                             | [ 10 ]        |
| 1       | 26 вересня 1954 | Dilli Bahadur Verma            | Непал          | Пневмонія                           | [ 10 ]        |

## Виноски
1. ↑  Stairway to heaven. «The Economist». 29 травня 2013. Процитовано 2017-05-28.  Дані станом на березень 2012 року{{cite web}}:  Обслуговування CS1: Сторінки з посиланнями на джерела із зайвою пунктуацією (посилання) Обслуговування CS1: Сторінки зі значенням параметра postscript, що збігається зі стандартним значенням в обраному режимі (посилання) (англ.)
2. ↑  Макалу на сайті Peakware
3. ↑  Geographical facts of the Main 8000ers (англ.)
4. 1 2  Dipendra Shakya. Kathmandu Post- Two porters found dead at Mt Makalu. Kathmandupost.ekantipur.com. Процитовано 10 червня 2016.
5. ↑  Intense Days - Ferran Latorre. Архів оригіналу за 8 травня 2014. Процитовано 22 листопада 2014. [Архівовано 2014-05-08 у Wayback Machine.]
6. ↑  Everest K2 News ExplorersWeb - Death on Makalu. Explorersweb.com. 26 квітня 2013. Процитовано 10 червня 2016.
7. ↑  Swiss female mountaineer claimed by Makalu. Explorersweb.com. Процитовано 27 травня 2011.
8. ↑  Schweizer Alpinistin kommt im Himalaya-Massiv ums Leben. Neue Zürcher Zeitung / SDA. 27 травня 2011. Процитовано 27 травня 2011.
9. ↑  Makalu 2010: Zaharias Kiriakakis is lost on Makalu. Explorersweb.com. Процитовано 28 серпня 2012.
10. 1 2 3 4 5 6 7 8 9 10 11 12 13 14 15 16 17 18 19 20 21 22 23 24 25 26 27 28 29  Fatalities Makalu. 8000ers.com. Процитовано 10 червня 2011.
11. ↑  Sad results on Makalu and Unanswered Questions: 1 missing climber and 1 passed away on Makalu. everestnews2004.com
12. ↑  St. John, Kelly (8 травня 2002). Raymond Caughron – mountain climber. The San Francisco Chronicle.
13. ↑  Anatoly Shlekht – lost on Makalu slope. Процитовано 29 серпня 2012.